# Desenzano del Garda

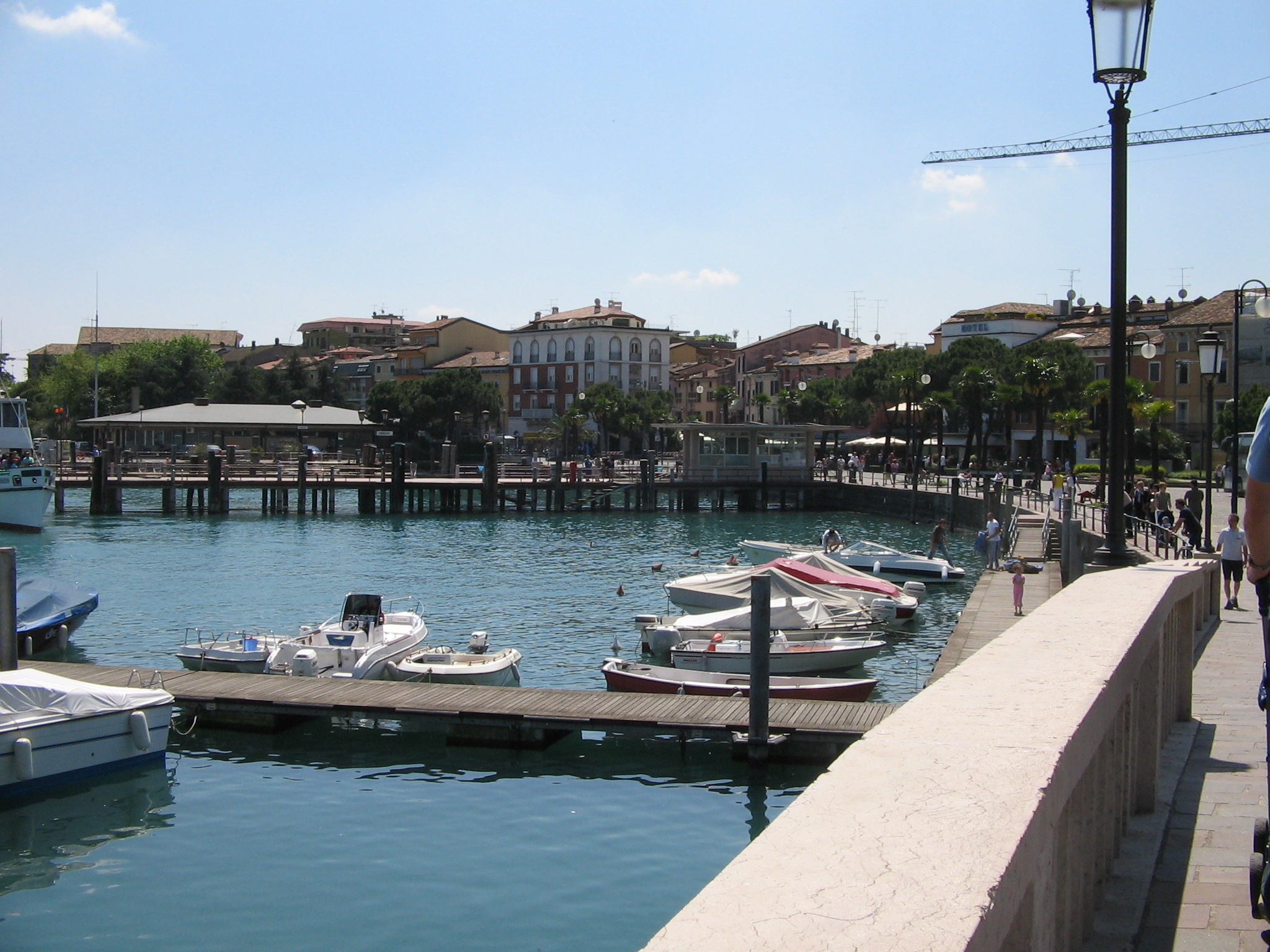

Desenzano del Garda es una ciudad italiana situada en la provincia de Brescia, región de Lombardía. Tiene una población estimada, a fines de diciembre de 2021, de 29 296 habitantes.
Está ubicada junto al Lago de Garda, el lago más grande de Italia, con un perímetro de 144 km.

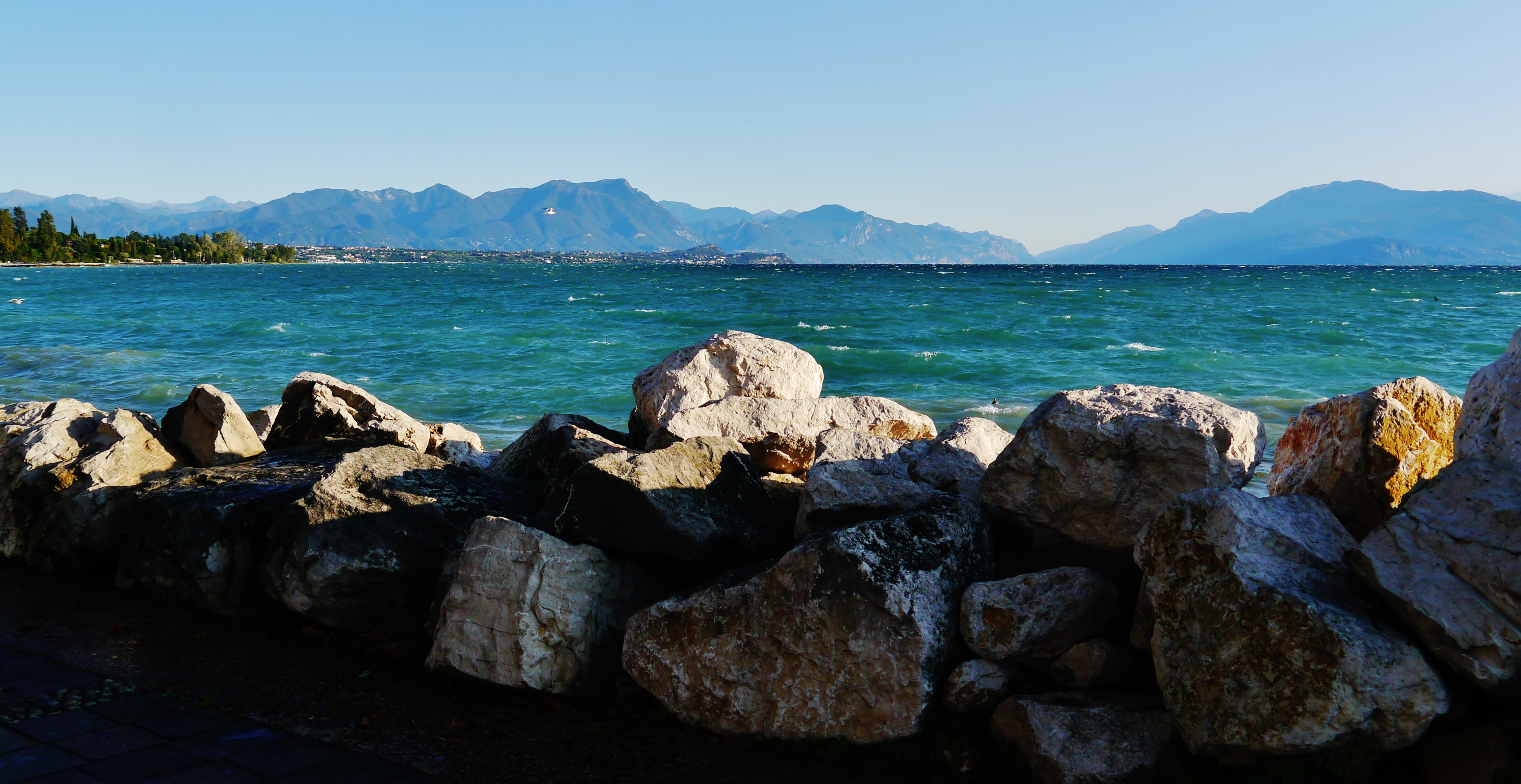
Costa sobre el Lago di Garda

Se encuentra a unos 130 km de Milán y a unos 30 km de Brescia.

## Toponimia
El topónimo Desenzano procede del nombre latino de Desenzio, el comendador romano de la villa ya existente en el siglo IV y cuyas ruinas hoy pueden visitarse.
Existe también una etimología de origen popular: el pueblo se encuentra en un descenso hacia el lago.
El ayuntamiento existe desde 1926, con la reforma de la administración local de Benito Mussolini, que disolvió el antiguo ayuntamiento de Rivoltella del Garda, que existía desde el siglo XIII, fusionándolo con el municipio vecino de "Desenzano del Lago".

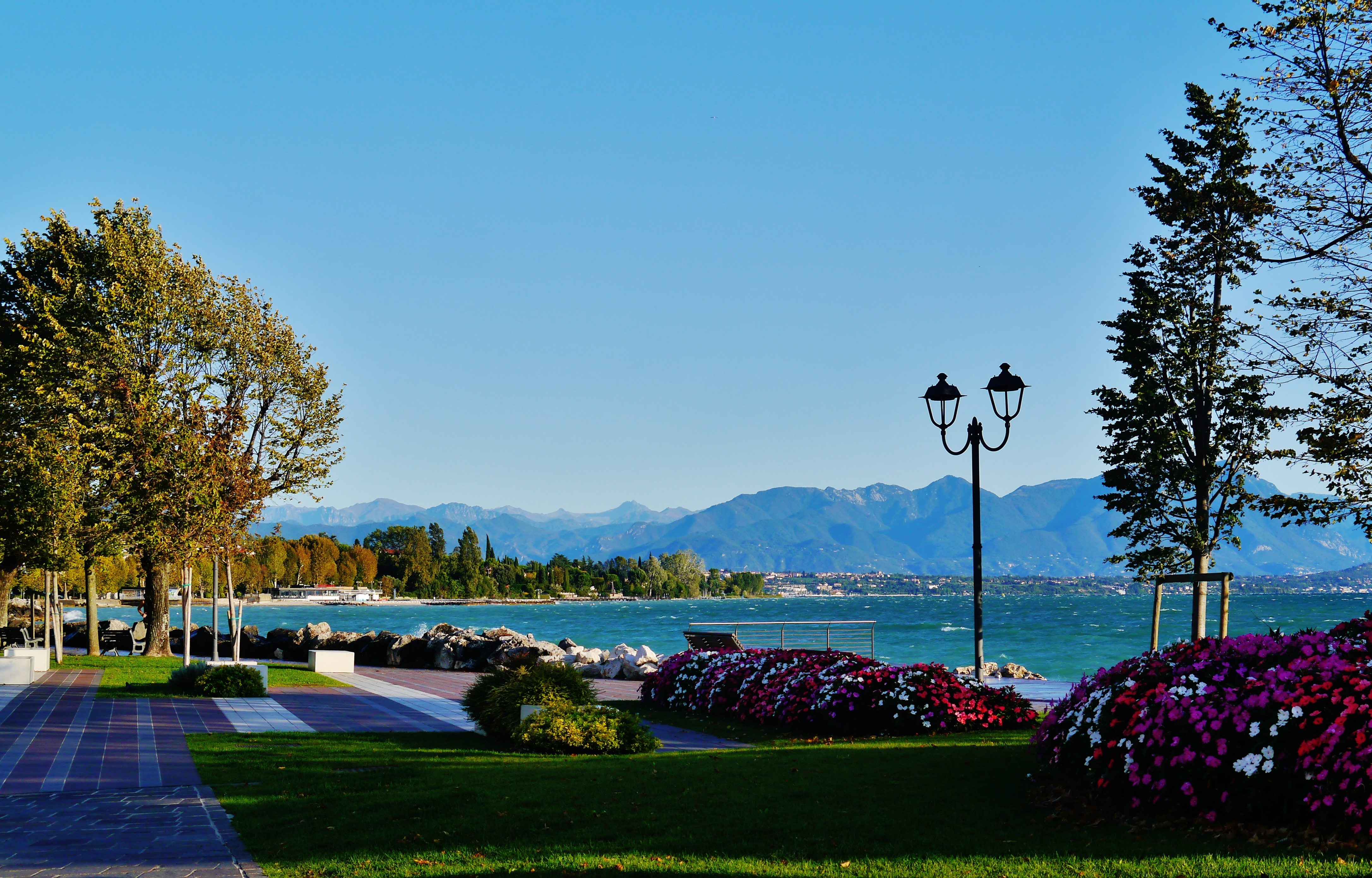

## Evolución demográfica
| Gráfica de evolución demográfica de Desenzano del Garda entre 1861 y 2021 |
|                                                                           |
| Fuente: ISTAT - Elaboración gráfica de Wikipedia                          |

## Administración local
- Alcalde: Guido Malinverno
- Teléfono del ayuntamiento: 030 9994211
- Correo electrónico: protocollo@comune.desenzano.brescia.it

## Información adicional
En 1994 Desenzano crea una de las primeras redes informáticas cívicas de Italia y en 1997 la primera mediateca.
Se divide en distintas fracciones (aldeas) como: Rivoltella del Garda, San Martín de la Batalla, Centenaro, Vaccarolo y San Pedro.
En San Martín de la Batalla hay una torre conmemorativa de la batalla de Solferino frente al Imperio austríaco durante la Guerra de Independencia italiana.

## Ciudades hermanadas
- Amberg,  Alemania
- Antibes Juan-les-Pins,  Francia
- Isola di Sal,  Cabo Verde
- Wiener Neustadt,  Austria